# Kuhn (entreprise)
Pour les articles homonymes, voir Kuhn.
Kuhn est une société française, filiale du groupe industriel suisse Bucher Industries, et dont le siège est situé à Saverne (Bas-Rhin). Elle est spécialisée dans la conception et la fabrication de matériel agricole tracté (travail du sol, semis, fertilisation, pulvérisation, récolte des fourrages, pressage, enrubannage, broyage de résidus et entretien du paysage).

## Historique
L'entreprise a d'abord été une forge créée en 1828 par Joseph Kuhn fabricant des balances décimales. En 1864, installée à Saverne, elle commence à fabriquer des batteuses.
En difficulté à la suite de la Seconde Guerre mondiale, elle s’associe au constructeur suisse Bucher-Guyer en 1946.
Les fabricants de matériel agricole concurrents Huard SA et Audureau SA sont intégrés au groupe respectivement en 1987 et 1993, tout comme la société Nodet, fabricant de semoirs, implantée à Montereau-Fault-Yonne en Seine-et-Marne, achetée à la barre du Tribunal de Commerce en 1996 mais fermant en 2006.
Knight Manufacturing Corporation est acheté en 2002 pour devenir en 2008 Kuhn North America. Kuhn rachète en 2005 la société brésilienne Metasa S/A qui devient Kuhn do Brasil. Le groupe Kuhn reprend la société Krause Corporation en 2011 (Kansas – États-Unis). 
Kuhn rachète en 2008 la société Blanchard SAS, implantée à Chéméré en Loire-Atlantique ainsi que la division presse du groupe Kverneland et son usine implantée à Geldrop aux Pays-Bas.
Courant 2014, le groupe Kuhn achète la société Montana Indústria de Máquinas Ltda, au Brésil qui prend le nom de Kuhn Montana.
En 2018, le groupe Kuhn devient l'actionnaire majoritaire d'Artec, à Corpe en Vendée.

## Activité en France
Le groupe estime son chiffre d'affaires 2017 à 966 millions d'euros et son effectif à plus de 5000 collaborateurs.

## Usines
Les différentes usines du groupe sont :

### En Europe
Kuhn emploie 1 450 salariés sur les sites de Saverne et de Monswiller.

#### France
- Saverne (Alsace) : travail du sol, semis, récolte des fourrages.
- Monswiller (Alsace) : pièces de rechange, grandes machines (un investissement de 23 millions d'euros a été annoncé pour ce site en septembre 2018, devant générer la création de 160 emplois[11])
- Châteaubriant (Loire-Atlantique) : labour, travail du sol, semis direct et monograine.
- La Copechagnière (Vendée) : conduite d'élevage, entretien des paysages.
- Chéméré (Loire-Atlantique) : pulvérisation.
- Corpe (Vendée) : pulvérisation.

#### Pays-Bas
- Geldrop (Brabant-Septentrional) : pressage, enrubannage.

### En Amérique du Nord

#### États-Unis
- Brodhead (Wisconsin), Greeley (Colorado) : récolte des fourrages, conduite d'élevage, fertilisation organique.
- Hutchinson (Kansas) : travail du sol, semis.

### En Amérique du Sud

#### Brésil
- Passo Fundo (Rio Grande do Sul) : semis direct et monograine, pulvérisation.
- São José dos Pinhais (Paraná) : automoteurs de pulvérisation, atomiseurs, pulvérisateurs portés et trainés.